# Adler-Bräu (Wiernsheim)
Die  Adler-Bräu Ramona Jentzsch-Volk und Robert Volk GbR ist eine Familienbrauerei mit Sitz im württembergischen Wiernsheim. Sie ist eine Brauerei im Enzkreis und braut Spezialitätenbiere sowie Sondereditionen nach traditionellen Verfahren mit historischen Anlagen wie beispielsweise einer Sudpfanne aus dem Jahr 1894.

## Geschichte
Im Jahr 1865 gründete der Brauer Jakob Pflüger auf dem Gelände einer wesentlich älteren Brauerei der aufgegebenen Klosteranlage in der Ortsmitte Wiernsheims die Adlerbrauerei. Zum 31. Mai 1867 erhielt er als Schuldner eine gerichtliche Vorladung. Darauf folgten bis 1905 mehreren Besitzerwechsel der Brauerei.
Am 29. September 1905 wurde die Adlerbrauerei vom Braumeister Carl Jentzsch erworben und als Brauhaus mit Gastwirtschaft betrieben. Nach dessen Tod 1925 führte seine Frau Ida den Betrieb fort, bis er 1938 vom Sohn, dem Braumeister Richard Jentzsch, übernommen wurde. In den Folgejahren produzierte und vertrieb er seine Biere unter dem Markennamen Jentsch-Bier. Das Eis zur Kühlung wurde zu dieser Zeit noch in eigenen Weihern wie dem Waidelichsee in der benachbarten Gemeinde Wurmberg geschlagen und zur Brauerei transportiert.
Nach dem Zweiten Weltkrieg war die Brauanlage der Adlerbrauerei weitgehend zerstört und wurde in Folge auf den bereits existierenden Bierkellern im nahegelegenen Lindenrain neu errichtet. Das gegenüber dem Rathaus gelegene Stammhaus wurde an die Gemeinde abgegeben. Um 1955 wurde das schon länger als Markenzeichen verwendete Adlerlogo um ein Fass in den Fängen erweitert. 1960 starb Richard Jentzsch und die Brauerei wurde von dessen Frau Else und dem Sohn, Braumeister Rolf Jentzsch, weiterbetrieben. Dieser heiratete 1969 Anita Hokenmeier, die daraufhin ebenfalls Aufgaben im Betrieb übernahm. Das Unternehmen firmierte zu der Zeit unter Adlerbrauerei Jentzsch, Inhaber Rolf Jentzsch. Später wurde der Name in Adler-Bräu geändert, das Logo modernisiert und aus dem Zusatz seit 1905 wurde seit 1865. Nach ihren abgeschlossenen Braumeisterausbildungen trat mit Tochter Ramona Jentzsch-Volk und Schwiegersohn Robert Volk die vierte Generation in den Familienbetrieb ein. Im Jahr 1997 wurden Ramona Jentzsch-Volk und Robert Volk als GbR Inhaber. 2005 bestand Leopold Volk, als jüngster Braumeister überhaupt, die Meisterprüfung und trat in den Betrieb ein. 2017 Kam auch Sohn Conrad (Anlagenmechaniker/SHK) in die Brauerei und begann eine zweite Berufsausbildung dort als Brauer und Mälzer. Heute ist der Betrieb Anbieter für Bierspezialitäten und traditionelle alte Biere. Anfang 2010 beschädigte ein Wasserrohrbruch Teile des Betriebes. Dieser wurde saniert und 2014 um eine neue Abfüllanlage erweitert. Im Jahr 2018 begann Adler-Bräu den Lagerkeller zu erneuern.
2017 war das Adler-Bräu Teil der vom SWR produzierten 90-minütigen TV-Dokumentation Brauereien im Südwesten. Im gleichen Jahr braute man für den Tag der Regionen ein Bier aus verwildertem Lienzinger Hopfen der ehemals in der Region verbreiteten Hopfengärten, die Mitte des 20. Jahrhunderts aufgegeben worden sind. Im Jahr 2018 wurden großformatige Porträtbilder auf Leinwand im Chiaroscurostil der Fotografin Daniela Jakob mit Motiven rund um das Adler-Bräu produziert und im Rahmen der Ausstellung BierSamtMensch in der Adler-Brauerei veröffentlicht.

## Unternehmen
Das Adler-Bräu ist ein Familienbetrieb in fünfter Generation. Das Unternehmen braut und vertreibt im Direktverkauf sieben verschiedene Biere sowie Sondereditionen und Festbiere. Zudem werden Bierseminare und Besichtigungen angeboten. Gebraut wird nach alten, handwerklichen Verfahren in einem direkt befeuerten kupfernen Sudkessel aus dem Jahr 1894. Die Abläuterung und Gärung erfolgen dabei offen. Zur Würzekühlung wird ein Kühlschiff mit Trubsack und ein Berieselungskühler eingesetzt. Sämtliche Biere werden laut Hersteller unbehandelt, frisch abgefüllt und haben ein Mindesthaltbarkeitsdatum (MHD) von maximal 3 Monaten. Die Produktion beträgt nach eigenen Angaben aktuell ca. 1000 Hektoliter pro Jahr.
Adler-Bräu ist Mitglied im Deutschen Brauer Bund sowie beim Verband Private Brauereien.

### Biere
Die nachfolgend aufgelisteten Biere werden bei Adler-Bräu in traditionell saisonaler Reihenfolge gebraut und angeboten.
- Leopils
- Werschemer Woiza (von April bis September/Oktober)
- Lindenquell (von April bis September)
- Conrator Doppelbock (Fastenzeit)

## Historische Spuren
- Gaststätte Adler Marktplatz 28: Das 1865 gegründete Stammhaus der Brauerei war ehemals Teil der Klosteranlage einer Niederlassung des Klosters Maulbronn aus dem Jahr 1230 und basierte auf zwei wesentlich älteren Brauereien. Heute gehört es mit denkmalgeschütztem Gewölbekeller der Gemeinde Wiernsheim.[16][1][17]
- Waidelichsee in Wurmberg: Ehemaliger Eisweiher der Adlerbrauerei Wiernsheim ist heute ein Feuchtbiotop des Obst- und Gartenbauverein Wurmberg e. V.[5]
- Kronkorken, Etiketten und Bierdeckel der Adlerbrauerei ab ca. 1910 sowie des Adler-Bräus finden sich heute bei Sammlern.[18][19]
- Auf Postkarten aus der Zeit ab 1913 ist die Adlerbrauerei von Carl Jentzsch Motiv.